# Parafia Opieki Matki Bożej w Godkowie
Parafia Opieki Matki Bożej w Godkowie – parafia greckokatolicka w Godkowie, w dekanacie elbląskim eparchii olsztyńsko-gdańskiej. Założona w 2012 roku. Terytorialnie obejmuje gminę Godkowo (oprócz wsi Dobry, Dąbkowo, Olkowo, Krykajny, Łępno, Podągi).